# Centrala Flygverkstaden Västerås
Centrala Flygverkstaden Västerås, (CFV) efter 1933 Centrala Verkstaden Västerås (CVV), var en tidigare verkstad i Västerås för nytillverkning och reparation av flygplan i Flygvapnets regi.

## Historik
CFV inrättades i samband med Flygvapnets bildande 1926. Verkstadsbyggnader uppfördes på Viksäng vid Mälaren under 1926, personalstyrkan utgjordes av personal som överflyttades från Torpeddepartementet vid flottans varv i Stockholm. Från och med 1 januari 1928 var verksamheten i full gång. Verkstadens syfte var främst reparation av flygplan och radiomateriel med en viss licenstillverkning av flygplan och detaljer till radioutrustning. Förste chef för CFV blev Erik Sjögren som efterträddes av Clas Sparre 1933. CFV sysselsatte 142 personer 1931 och till 1936 då verkstaden bytte namn till Centrala Verkstäderna Västerås (CVV) ökade antalet sysselsatta till över 200 personer. En av orsakerna till namnbytet var att förkortningen CFV ofta förväxlades med C FV, Chefen Flygvapnet. Genom bildandet av Försvarets Fabriksverk (FFV) kom flygverkstäderna i Malmslätt och Västerås att överföras den 1 juli 1968 till FFV. I samband med överförandet kom flygverkstaden i Västerås att avvecklas 1970.

## Flygplanstyper tillverkade vid CFV
- S 5 - Heinkel HE 5
- Sk 12 - Focke-Wulf Fw 44J Stieglitz

## Galleri

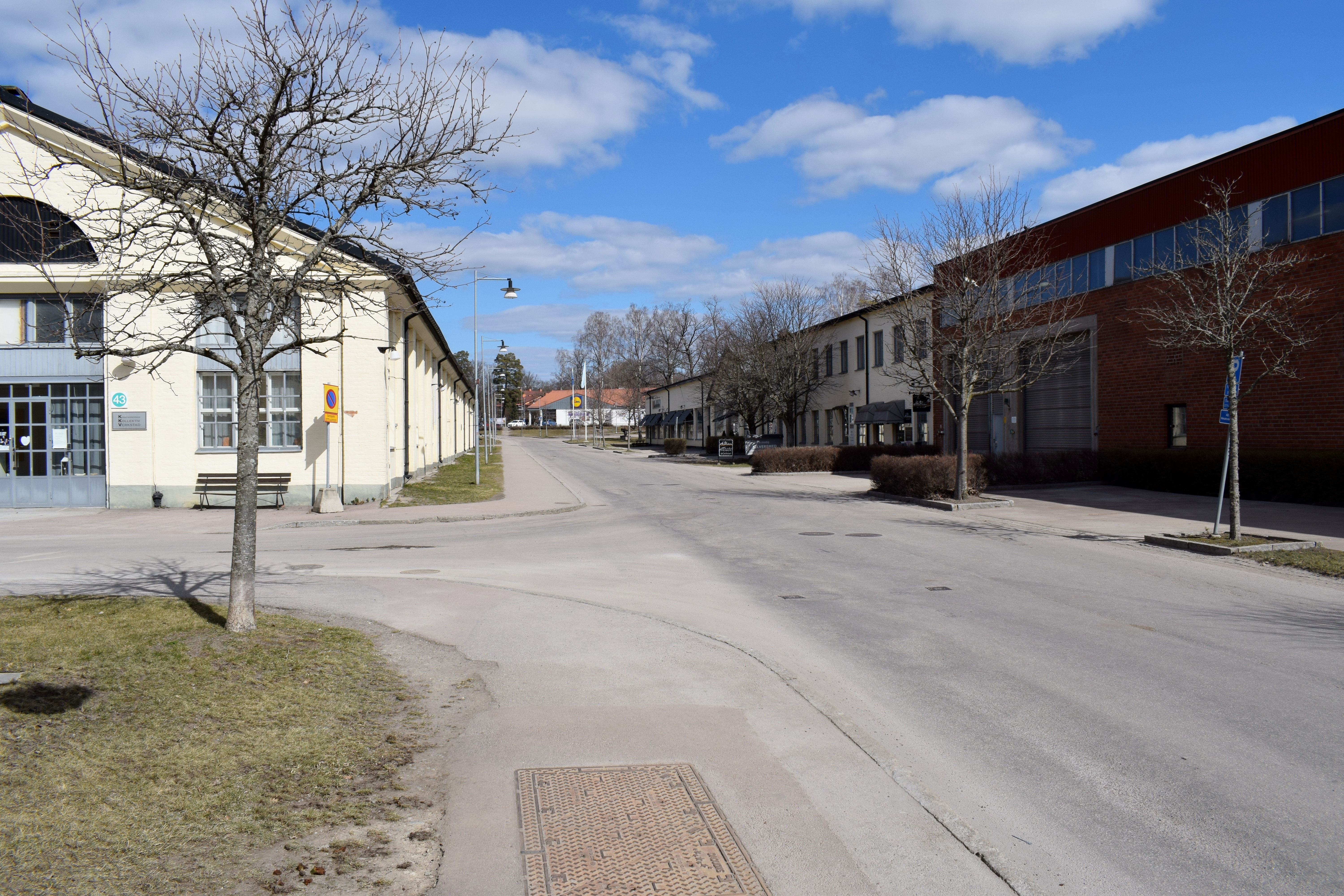
Före detta Centrala Verkstaden Västerås
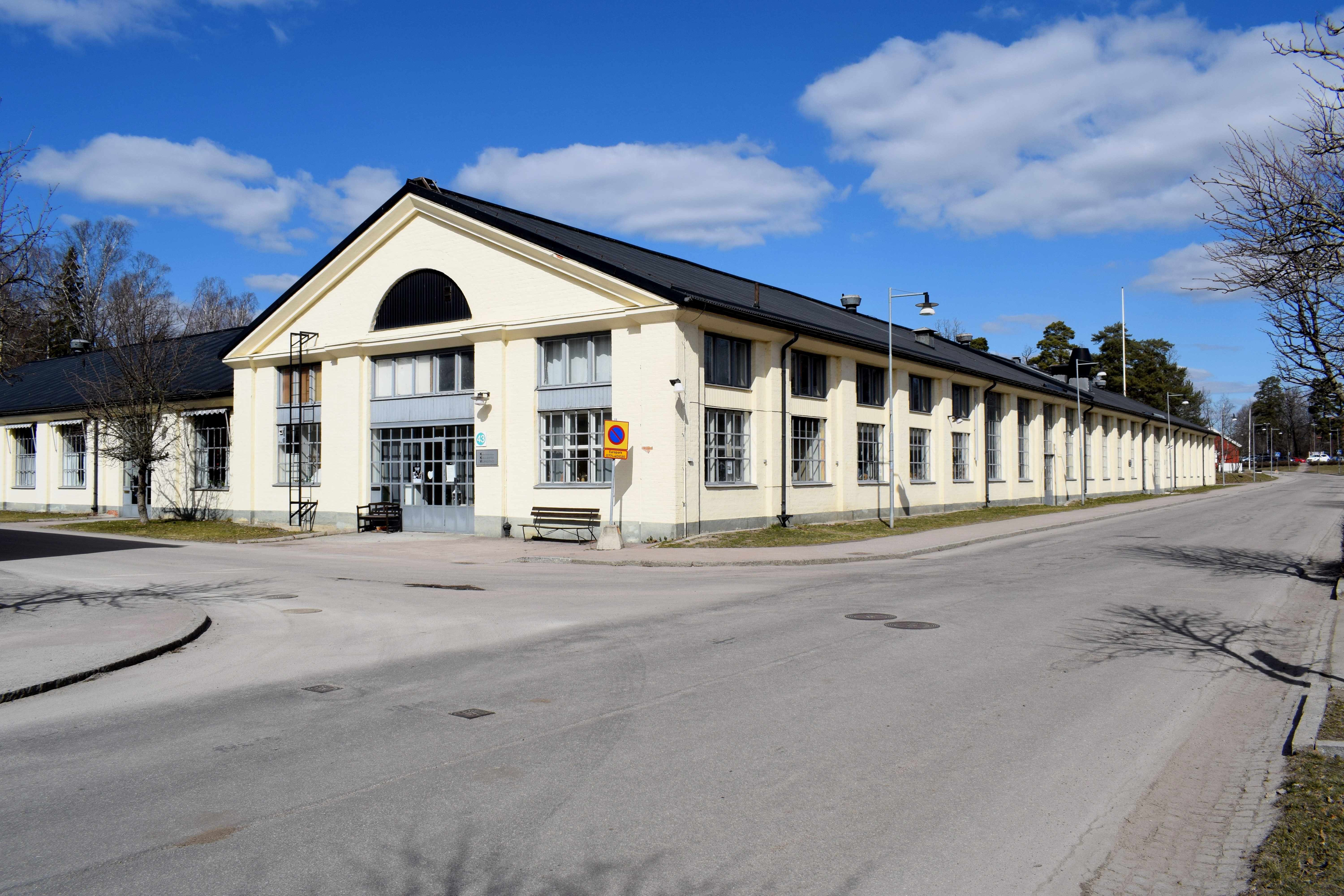
Före detta Centrala Verkstaden Västerås
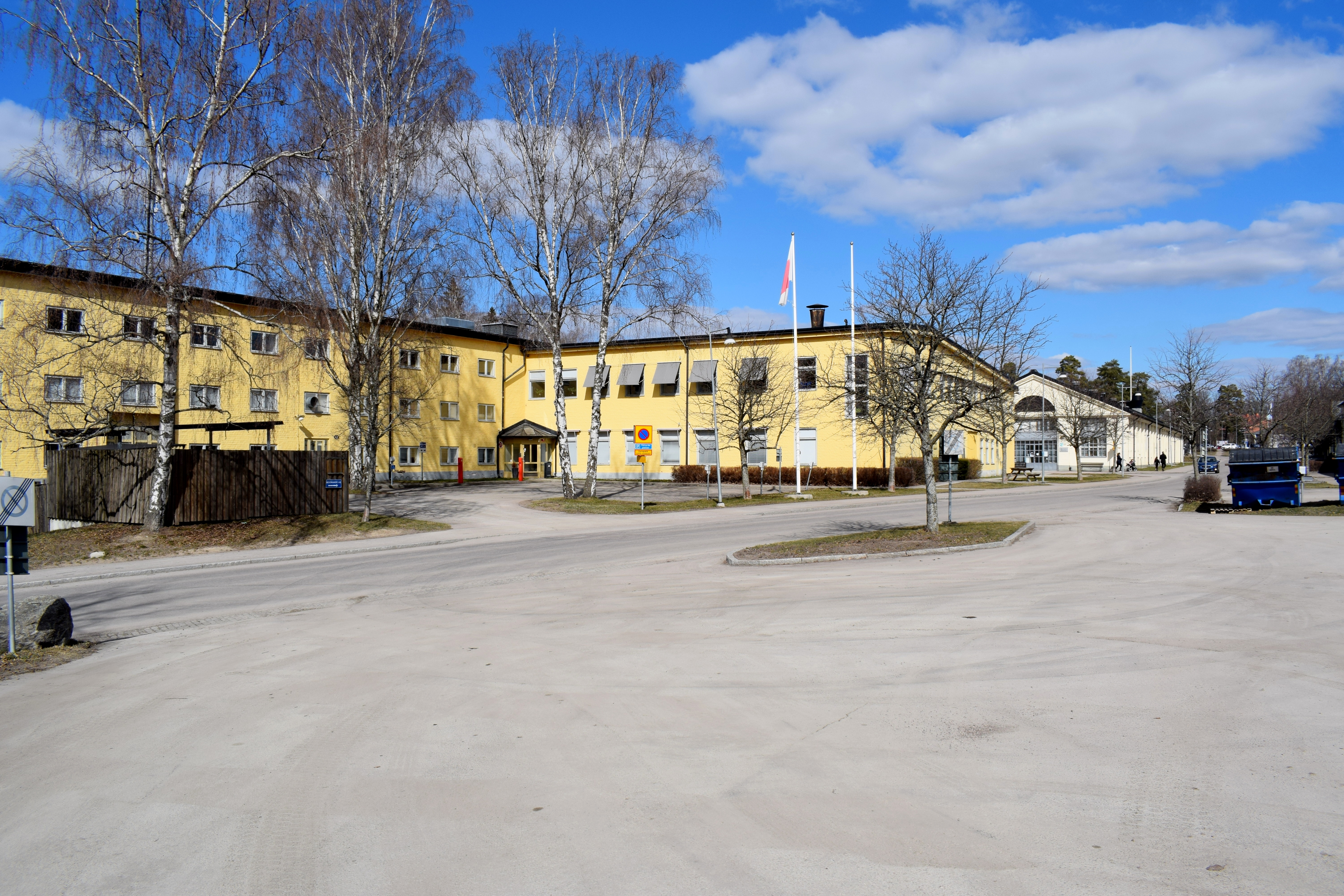
Före detta Centrala Verkstaden Västerås
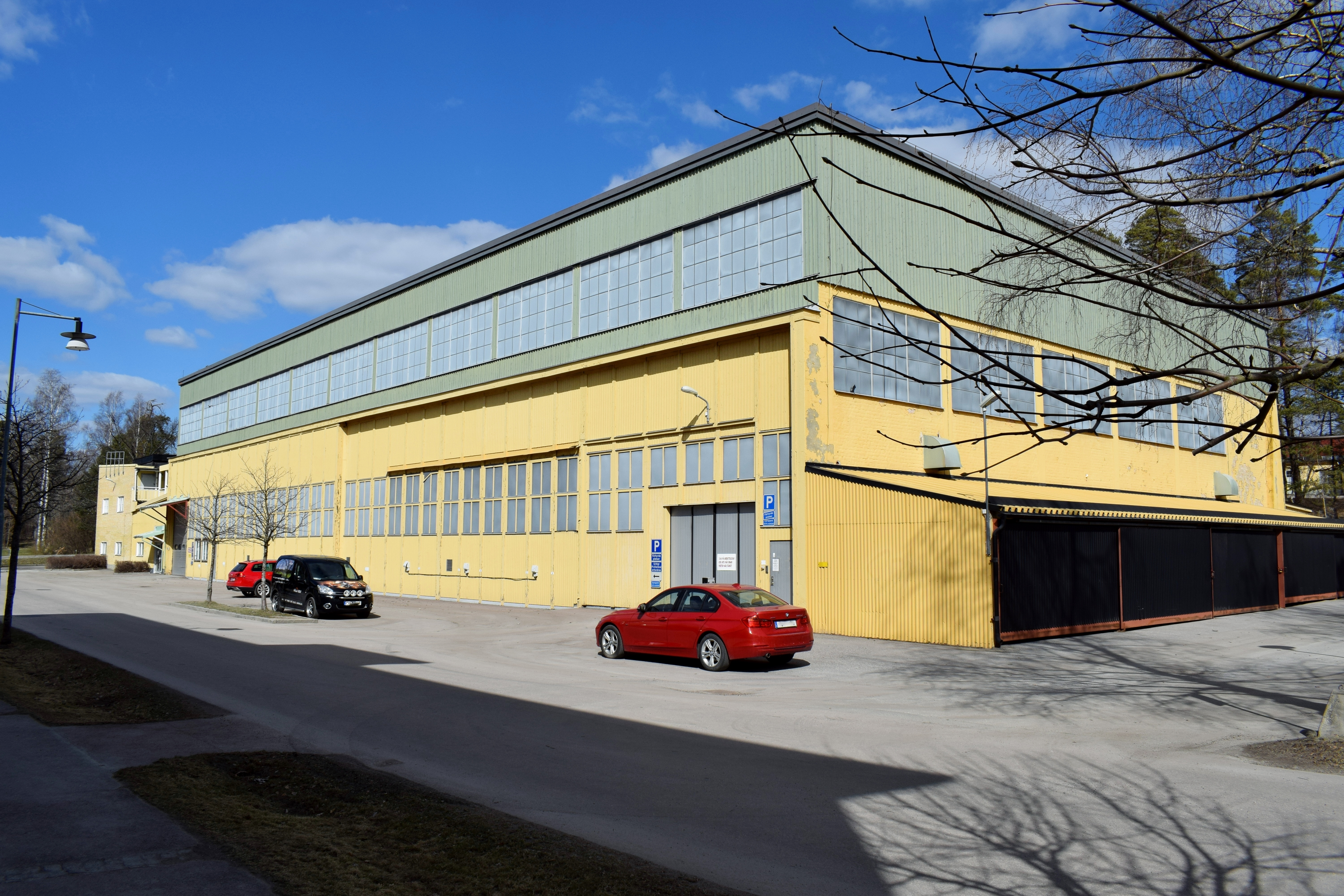
Sveriges första hangar för att husera och serva sjöflygplan.